# Ішбі-Ерра
Ішбі-Ерра — засновник і перший цар держави Ісін. Його правління припадало приблизно на кінець XXI — початок XX століття до н. е. Його ім'я Аккадське й означає «Наївся (бог чуми) Ерра». Таке ім'я давали дитині, яка народилась після того, як старші діти померли через епідемію.

## Правління
Ішбі-Ерра був високопосадовцем при дворі останнього царя III династії Ура Іббі-Сіна. Останній у своєму листі називав його «людиною Марі», маючи на увазі або його походження з того міста, або ж те, що він був правителем (губернатором) Марі.
2022 року до н. е. Ішбі-Ерра був відряджений до західних районів Межиріччя з дорученням закупівлі зерна у общинників для державного господарства, оскільки в Урі на той час через навалу аморейських племен лютував голод. Витративши 20 талантів (606 кг) срібла він закупив велику партію ячменю за незначну ціну та завіз його до невеличкого окружного центру Ісіна, що розташовувався на одному з каналів, неподалік від стародавнього Ніппура. Купленого зерна, за словами самого Ішби-Ерри, вистачило б на 15 років харчування людей палацу й містян Ура. Після цього Ішбі-Ерра зажадав від Іббі-Сіна транспорту для перевезення хліба до столиці, а також свого призначення на пост головного вартового Ісіна й Ніппура, щоб охороняти зерно. Суден цар не мав. Тоді Ішбі-Ерра, відчувши свою силу, відокремився від Ура й сам оголосив себе царем.
Вже 2021 року до н. е. Ішбі-Ерра фактично царював, спочатку обережно називаючи себе «лугалем своєї країни». Невдовзі Ішбі-Ерра захопив Ніппур. У його руках опинились не лише храмові багатства, але й царська скарбниця, імовірно, споруджена там ще Шульгі. Мало того, захопивши священне місто Ніппур, Ішбі-Ерра отримав право на титул царя Шумеру. 2018 року до н. е. він прийняв повний царський титул і запровадив власні датувальні формули.
Багато хто з енсі перейшов на бік Ішбі-Ерри. Після цього Ішбі-Ерра продовжив зміцнювати своє царство. Він завдав поразки амореям, царству Кімаш (біля сучасного Кіркука) й еламітам. Він висушував поля та робив пожертви на храми, жадаючи підтримки жерців. Багато з його датувальних формул отримали назву за будівництвом стін міст, що йому належали, й укріплень.
Після падіння Ура та взяття у полон Іббі-Суена еламітами (бл. 2003 року до н. е.) держава Ішбі-Ерри залишилась єдиним великим царством у Месопотамії (якщо не враховувати розташованих у його околицях царств Ешнунни й Дера).
За кілька років Ішбі-Ерра вибив еламський гарнізон з Ура та приєднав місто до свого царства, підтвердивши таким чином свій сюзеренітет над Шумером та Аккадом. Про взаємовідносини Ішбі-Ерри й Кіндатту, царя стародавнього Еламу з династії Сімашкі, оповідає поема «Ішбі-Ерра й Кіндатту», утім текст поеми сильно пошкоджений і не є можливим на її основі інтерпретувати правильний хід подій тих взаємин.
Ішбі-Ерра залюбки перейняв царські привілеї попередніх царів III династії Ура, запровадивши царську похвалу до поезії та гімнів божествам (сім з яких збереглись). Із міркувань престижу, за прикладом Іббі-Суена, він призначив свою дочку Ен-баразі егесіту-жрицею Ану. Від його правління зберігся лише один царський напис, присвячений будівництву великої ліри для Енліля. Також за його правління було складено відомий Туммальський напис.
Він видав свою дочку заміж за суккаля Еламу Хумпаншимті (імовірно, сина чи брата Хутрантемпті — підкорювача Ура), що, однак, не завадило йому того ж року завдати Еламу поразки.
Нове царство намагалось у всьому наслідувати царям третьої династії Ура, але подібної могутності правителі Ісіна досягти вже не могли. За Ішбі-Ерри знову отримали економічне самоврядування храми. До встановленого за царів Ура єдиного пантеону богів була долучена лише богиня-покровителька Ісіна — Нінісіна — місцева іпостась богині лікування Гули, також великого значення набув родовий бог династії Дагон.
Канцелярії залишались шумерськими, хоч мало хто вже спілкувався шумерською. Майстерні, де працювали гуруші, залишились такими ж. Але багато що змінилось: вже не було можливості зберігати величезні царські рабовласницькі польові господарства. Решта землі роздавалась окремим особам, які вели на ній приватне господарство, незважаючи на те, що та земля була власністю держави. Траплялось, що таку «царську» землю навіть перепродавали. На громадській землі приватні господарства оговтались, натомість державне ще довго не вдавалось налаштувати. Оскільки централізований розподіл продуктів став неможливим, почали розвиватись обмін і торгівля. Амореї, які захопили поля, не підтримували іригацію, пашні почали засихати й невдовзі не годились навіть для випасу овець. Щоб прокормитись, амореї почали найматись воїнами до ісінського царя та інших намісників міст.